# ماركوس ويليامز (لاعب كرة سلة مواليد 1986)
ماركوس ويليامز (بالإنجليزية: Marcus Williams)‏ مواليد 18 نوفمبر 1986 في سياتل، هو لاعب كرة سلة محترف أمريكي بدأ مسيرته الاحترافية في سنة 2007 حيث تم اختياره من قبل فريق سان أنطونيو سبرز خلال الدرافت. يبلغ طوله 6 قدم 7 بوصة (2.0 م).

## إحصائيات المسيرة

### الموسم الاعتيادي
| السنة   | الفريق            | لعب | بدأ | دقيقة | ميداني% | ثلاثية | حرة  | ارتداد | صنع | استلاب | تصدي | نقطة |
| ------- | ----------------- | --- | --- | ----- | ------- | ------ | ---- | ------ | --- | ------ | ---- | ---- |
| 2007–08 | سان أنطونيو سبرز  | 1   | 0   | 2.0   | .000    | .000   | .000 | .0     | .0  | .0     | 1.0  | .0   |
| 2007–08 | لوس أنجلوس كليبرز | 10  | 0   | 3.4   | .263    | .000   | .000 | 1.2    | .3  | .1     | .0   | 1.0  |
| 2008–09 | سان أنطونيو سبرز  | 2   | 0   | 1.5   | 1.000   | .000   | .000 | .0     | .0  | .0     | .0   | 2.0  |
| المسيرة |                   | 13  | 0   | 3.0   | .318    | .000   | .000 | .9     | .2  | .1     | .1   | 1.1  |

## روابط خارجية
- ماركوس ويليامز على موقع إن بي أي (الإنجليزية)
- ماركوس ويليامز على موقع سبورتس رفرنس (الإنجليزية)
- ماركوس ويليامز على موقع كرة السلة الأوروبية.كوم (الإنجليزية)
- ماركوس ويليامز على موقع كلية كرة السلة في سبورتس رفرنس.كوم (الإنجليزية)
- ماركوس ويليامز على موقع ريلجم (الإنجليزية)
- ماركوس ويليامز على موقع بروبوليرز (الإنجليزية)
- ماركوس ويليامز على موقع سبورتس رفرنس (الإنجليزية)
- ماركوس ويليامز على موقع سبورتس رفرنس (الإنجليزية)